# La cabalgata de medianoche

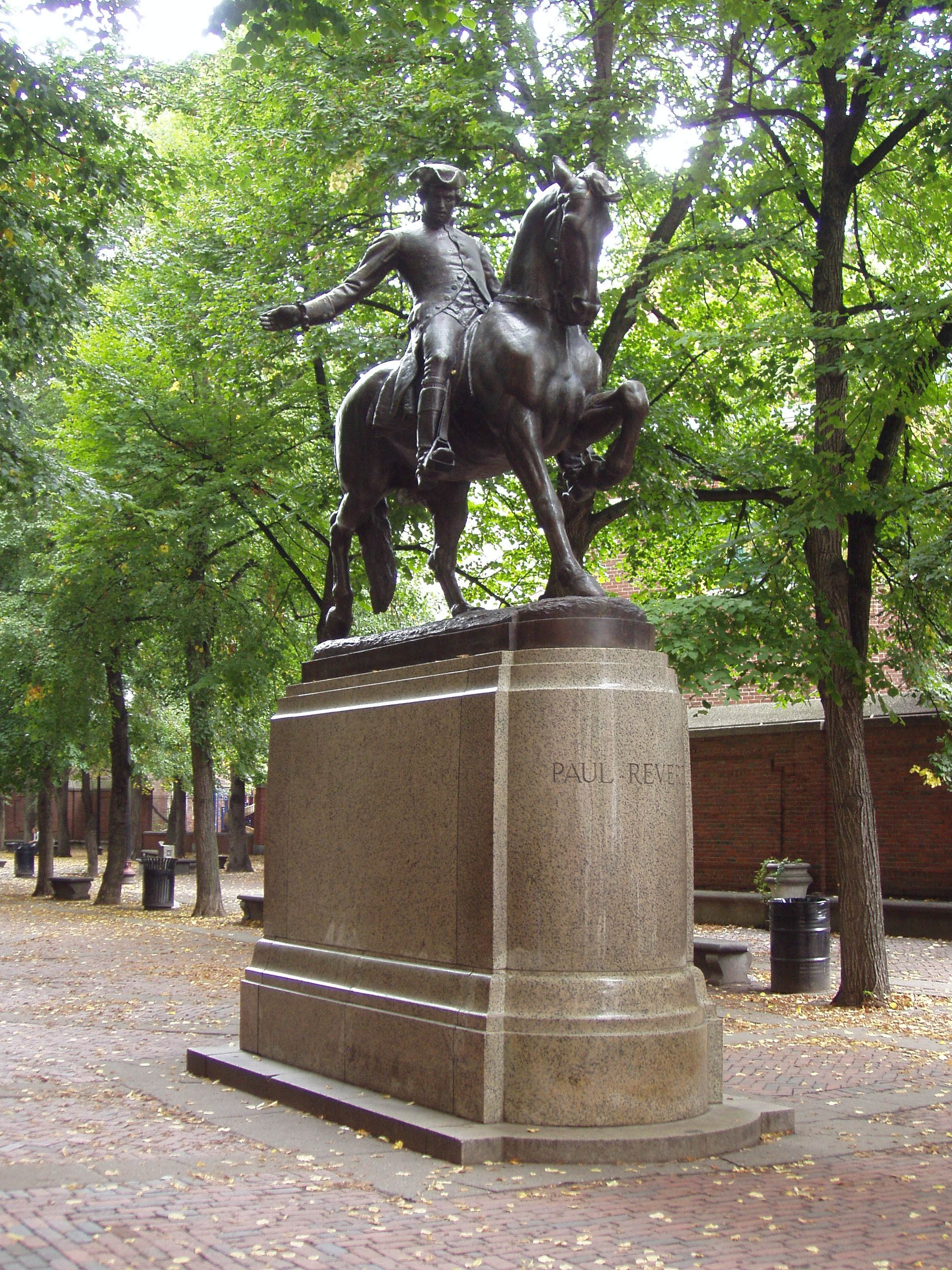
Estatua ecuestre de Paul Revere ubicada en Boston.

La cabalgata de medianoche, también llamada el paseo de Paul Revere, en homenaje a su protagonista, fue un episodio que tuvo lugar en la noche del 18 al 19 de abril de 1775, en la provincia de Massachusetts, en el que se dio el aviso a la milicia colonial de la llegada de los soldados británicos en los prolegómenos de las batallas de Lexington y Concord, que supusieron los primeros enfrentamientos de la Guerra de Independencia estadounidense.

## Antecedentes
A comienzos del mes de abril en 1775 había indicios del movimiento de tropas británicas en la bahía de Massachusetts. Ante esa posibilidad, Joseph Warren decidió mandar a Paul Revere al Congreso Provincial de Massachusetts para dejar advertidos a sus componentes, para más tarde ir hasta Concord, donde habían ubicado uno de los principales suministros militares, y avisar a sus residentes, que comenzaron a alejar de la zona dichos suministros para evitar complicaciones.
Una semana después, el 14 de abril, el general Thomas Gage recibió instrucciones del secretario de Estado William Legge, conde de Dartmouth, para desarmar a los rebeldes, que se sabía que tenían armas ocultas en la zona, así como para encarcelar a los líderes de la rebelión, entre los que se encontraban Samuel Adams y John Hancock. Las órdenes pedidas desde Londres aconsejaban que se hicieran los preparativos con "la mayor expedición posible y en secreto" para "tomar y destruir todos los asentamientos militares, pero se prohíbe saquear a los habitantes ni dañar la propiedad privada". Gage no dejó órdenes escritas para el arresto de los líderes rebeldes, ya que temía que hacerlo podría provocar un levantamiento.
En la tarde del 18 de abril, las tropas británicas en la ciudad se movilizaron para una incursión largamente planeada en la cercana ciudad de Concord, y ya antes del anochecer, el boca a boca había extendido ampliamente el conocimiento de la movilización dentro de Boston. Los británicos embarcarían en botes desde Boston con destino a Cambridge para dirigirse al camino hacia Lexington y Concord. Revere y Dawes fueron enviados para advertir y alertar a las milicias coloniales en las ciudades cercanas.

## Episodio
En los días previos al 18 de abril, Revere había ordenado a Robert Newman, sacristán de Old North Church en Boston, que enviara una señal con una linterna para alertar a los colonos en Charlestown sobre los movimientos de las tropas cuando se supiera la información sobre los avances. De aquel episodio es conocida la frase "uno si por tierra, dos si por mar", en referencia a la cantidad de luces que debían brillar en el campanario, lo que indicaba el tipo de ruta que iban a realizar los británicos, bien a través de la ruta terrestre o marítima (la que fue), a través del río Charles. Revere primero dio instrucciones para enviar la señal a Charlestown. Luego cruzó el río Charles en un bote de remos, pasando el HMS Somerset, fondeado para evitar posibles escaramuzas. Revere sorteó las trabas y llegó seguro a Charlestown, para más tarde dirigirse en caballo hasta Lexington, evitando una patrulla británica, y advertir a todas las casas a lo largo de la ruta. Tras las noticias, este grupo de colonos decidió enviar jinetes al norte para extender el mensaje.
Revere fue advirtiendo a los patriotas en su ruta, avisando a los núcleos que habitaban en las actuales ciudades de Somerville, Medford y Arlington, que sacaron a sus propios voluntarios para difundir el mensaje en otros poblados. Al final de la noche, probablemente había hasta 40 jinetes en todo el condado de Middlesex llevando las noticias del avance del ejército británico. Revere no gritó la frase que posteriormente se le atribuiría ("¡Los británicos están llegando!"). Su misión dependía de la discreción, del secreto y de la cobertura de la noche. El campo y las rutas estaban llenas de patrullas del ejército británico y la mayoría de los colonos de Massachusetts (que eran predominantemente ingleses en origen étnico) todavía se consideraban británicos. La advertencia de Revere, según relatos de testigos presenciales del viaje y las propias descripciones de Revere, fue "los regulares están saliendo".

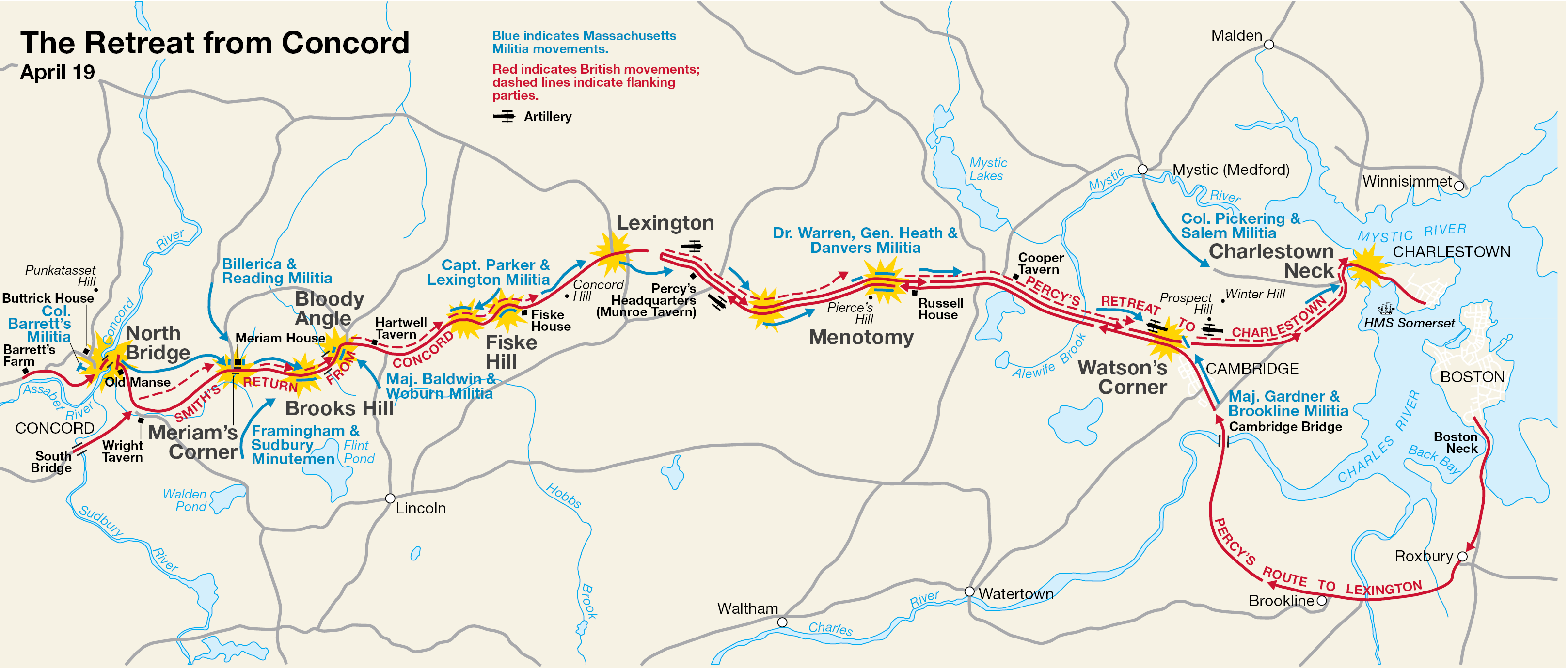
Mapa con las batallas de Lexington y Concord y el retiro británico, pocas horas después de la acción de Revere.

Revere llegó a Lexington cerca de la medianoche, con Dawes llegando aproximadamente media hora más tarde. Ambos se reunieron con Samuel Adams y John Hancock, quienes pasaron la noche con los familiares de Hancock, quedando discutiendo gran parte del tiempo discutiendo planes de acción al recibir las noticias. Creían que las fuerzas que abandonaban la ciudad eran demasiado grandes para la única tarea de arrestar a dos hombres y que Concord era el objetivo principal. Los hombres de Lexington enviaron jinetes a las ciudades circundantes, y Revere y Dawes continuaron por el camino a Concord acompañados por Samuel Prescott, un médico que resultó estar en Lexington "regresando de la casa de una amiga a la hora incómoda de la 1 de la madrugada".
El viaje de los tres hombres desencadenó un sistema flexible de "alarma y reunión" desarrollado meses antes, con motivo de los hechos acaecidos durante la Alarma de Pólvora de septiembre de 1774 en Somerville, muy cerca de Boston. Este sistema era una versión mejorada de una red antigua de notificación generalizada y despliegue rápido de las fuerzas de la milicia local en tiempos de emergencia. Los colonos habían usado periódicamente este sistema desde los primeros años de las guerras indias en la colonia, antes de que cayera en desuso en la guerra franco-india (1754-1763). Además de otros jinetes expresos que entregaban mensajes, campanas, tambores, pistolas de alarma, hogueras y una trompeta se utilizaron para una comunicación rápida de pueblo en pueblo, notificando a los rebeldes en docenas de aldeas del este de Massachusetts que deberían reunir a sus milicias porque los regulares, con un número mayor a los 500 soldados, salían de Boston con posibles intenciones hostiles. Este sistema fue tan efectivo que las personas en pueblos distantes incluso a 40 km de Boston estaban al tanto de los movimientos del ejército mientras todavía descargaban botes en Cambridge.
Revere, Dawes y Prescott fueron detenidos por una patrulla del ejército británico en Lincoln tras un encontronazo en el camino a Concord. Prescott consiguió escapar haciendo saltar su caballo sobre un muro, huyendo al bosque y pudiendo llegar a Concord. Dawes también escapó, pero tras caer de su caballo después no pudo completar el viaje.
Revere fue capturado e interrogado por los soldados británicos a punta de pistola. Les habló del movimiento del ejército desde Boston, y que las tropas británicas estarían en peligro si se acercaban a Lexington, debido a la gran cantidad de milicias hostiles reunidas allí. Él y otros cautivos tomados por la patrulla fueron escoltados hacia Lexington, hasta que a media milla de la ciudad escucharon un disparo. El oficial británico exigió a Revere que explicara los disparos, y Revere respondió que era una señal para "alarmar al país". A medida que el grupo se acercaba, la campana de la ciudad comenzó a sonar rápidamente, y uno de los cautivos proclamó a los soldados británicos: "¡La campana está sonando! ¡La ciudad está alarmada y todos ustedes están muertos!". Los soldados británicos se reunieron y decidieron no presionar más hacia Lexington, sino liberar a los prisioneros y regresar para advertir a sus comandantes. Los británicos confiscaron el caballo de Revere y se alejaron para advertir a la columna del ejército que se acercaba. Revere se dirigió hacia la casa del reverendo Jonas Clarke, donde se habían guarecido Hancock y Adams. Mientras se desarrollaba la batalla en Lexington Green, Revere ayudó a Hancock y a su familia a escapar de Lexington, ayudándoles a llevar un baúl con los papeles de Hancock.